# Municipio de Jelgava
El municipio de Jelgavas (en Letón: Jelgavas novads) es uno de los 36 municipios de Letonia, se encuentra localizado en el suroeste de dicho país báltico. Fue creado durante el año 2009 después de una reorganización territorial. La ciudad capital es en la ciudad de Jelgava, que no está incluida en la municipalidad.

## Ciudades y zonas rurales
- Elejas pagasts (zona rural)
- Glūdas pagasts (zona rural)
- Jaunsvirlaukas pagasts (zona rural)
- Kalnciems (ciudad con zona rural)
- Lielplatones pagasts (zona rural)
- Līvbērzes pagasts (zona rural)
- Platones pagasts (zona rural)
- Sesavas pagasts (zona rural)
- Svētes pagasts (zona rural)
- Valgundes pagasts (zona rural)
- Vilces pagasts (zona rural)
- Vircavas pagasts (zona rural)
- Zaļenieku pagasts (zona rural)

## Población y territorio
Su población se encuentra compuesta por un total de 27.276 personas (2009). La superficie de este municipio abarca una extensión de territorio de unos 1.319 kilómetros cuadrados. La densidad poblacional es de 20,68 habitantes por cada kilómetro cuadrado.